# Dumortieryt
Dumortieryt – minerał z gromady krzemianów. Należy do grupy minerałów rzadkich.
Nazwa pochodzi od nazwiska francuskiego paleontologa M.E. Dumortiera (1803-1876). 

## Właściwości
Zazwyczaj tworzy kryształy o pokroju słupkowym, pręcikowym, igiełkowym. Występuje w skupieniach włóknistych, rozetowych i promienistych. Jest minerałem kruchym i półprzezroczystym. Częstymi zanieczyszczeniami w strukturze są tytan, żelazo, wapń i magnez. 

### Występowanie
Występuje w pegmatytach i skałach metamorficznych. Występuje w paragenezie z topazem, kwarcem, albitem, muskowitem, cytrynem, szerlitem, hematytem, berylem, turmalinem. 
Miejsca występowania: USA, Kanada, Meksyk, Brazylia, Madagaskar, Francja, Włochy, Niemcy, Wielka Brytania, Norwegia.
W Polsce opisany w pegmatytach ze Szklarskiej Poręby i okolic Karpacza  (Krucze Skały). 

### Zastosowanie
- prażony dumortieryt wydziela tlenek boru, a pozostałość spieka się na mullit syntetyczny, który jest używany w przemyśle ceramicznym i materiałów ogniotrwałych,
- ma znaczenie kolekcjonerskie,
- wykorzystywany jako kamień ozdobny,
- niekiedy wykorzystywany do wyrobu biżuterii (okazy gemmologiczne występują w Nevadzie USA – fioletowe, Sri Lance – niebieskie).